# Colquicàcies

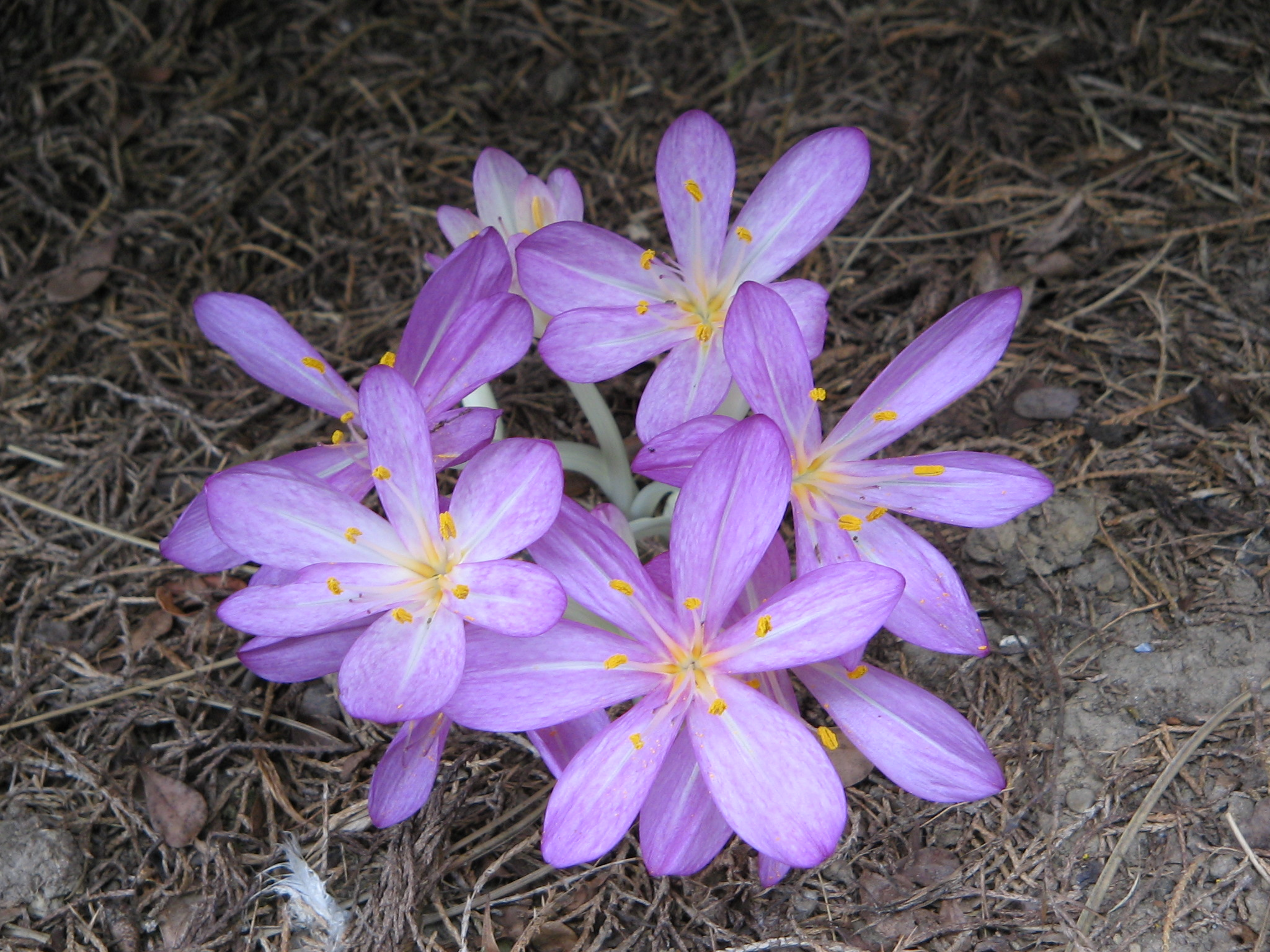
Colchicum cilicicum.

Les colquicàcies (Colchicaceae) són una família de plantes angiospermes de l'ordre de les lilials dins del clade de les monocotiledònies.

## Taxonomia

### Gèneres
Dins d'aquesta família es reconeixen els 15 gèneres següents:
- Baeometra Salisb. ex Endl.
- Burchardia R.Br.
- Camptorrhiza Hutch.
- Colchicum L.
- Disporum Salisb.
- Gloriosa L.
- Hexacyrtis Dinter
- Iphigenia Kunth
- Kuntheria Conran & Clifford
- Ornithoglossum Salisb.
- Sandersonia Hook.
- Schelhammera R.Br.
- Tripladenia D.Don
- Uvularia L.
- Wurmbea Thunb.